# 黑絲帶
黑絲帶是一種颜色丝带，象徵哀傷、憂傷或某些政党的理念或政治傾向。

## 哀悼的象徵
黑色從古到今，不論東方西方，都是代表悲傷、喪慟、悲慘的顏色。因此，黑絲帶在如葬礼等場合十分常見。出席喪禮時，很多人會攜上黑絲帶；發生災難時，不少群眾也會繫上黑絲帶默哀。
以下是近年一些重大場合使用黑絲帶來哀悼死難者的例子：
- 1989年中國六四事件。
- 1997年8月31日英国黛安娜王妃車禍身亡後，人民綁起黑絲帶哀悼。
- 2005年英國倫敦七七爆炸案後，Google為了表示尊重和同情，在官網上放置黑絲帶的圖標。
- 2007年4月16日美国弗吉尼亚理工大学校园枪击案後，不少人都帶上黑色絲帶以示哀悼。
- 2007年8月15日秘魯大地震後，該國所有电视台都放上黑絲帶圖案，為期三天。
- 2010年4月10日波兰總統卡欽斯基及多名政府高層墜機身亡後，人民綁起黑絲帶舉國哀悼。
- 2010年8月23日菲律宾馬尼拉人質事件後，不少人也把Facebook頭像轉為黑絲帶以作悼念遇害香港人質。
- 2015年1月7日法国查理週刊總部槍擊案後，Google在其法國版與英國版的頁面以黑絲帶致哀。
- 2017年9月11日，Google在其主页以黑丝带悼念2001年的美國911事件。
- 2017年10月2日，Google在其主页以黑丝带悼念前一日的美國拉斯维加斯枪杀案。
- 2020年6月9日，Google在其主页以黑丝带悼念一個月前美國佛洛伊德之死。[1][2]
- 2021年4月3日，Google在其主頁掛上黑絲帶，悼念前一日的台灣太魯閣號列車出軌事故[3][4]。

上述之外，像是一些大型地震或暴風等災害後，也常會用到黑絲帶來表示哀悼。
朝鲜、越南、日本、新加坡等国家的国旗在降半旗的同时，也会在旗杆上挂黑丝带，以哀悼逝者。

## 政治象徵
在英國伦敦的一些政黨以黑絲帶作為精神標誌，還發展出倫敦黑絲帶，也有一些國家的軍隊和特殊團體以黑絲帶作為象徵標誌。
以下是使用黑絲帶且較廣為人知的政治團體：
- 第六屆國際以色列種族隔離週（英语：Israeli Apartheid Week）時，世界各地的參與群眾繫上黑絲帶以示支持並促進國際社會關注巴勒斯坦地区人民的困境。
- 黑絲帶也被用來當作无政府主义的黑絲帶運動象徵物。[5][6]

## 黑絲帶日與波羅的海之路

### 黑絲帶日
黑絲帶日是每年的8月23日。自2009年起，歐盟的機構每年都以歐洲史太林主義和納粹主義受害人紀念日爲名作紀念。
大事紀:
- 以8月23日作為「黑絲帶日」紀念日，源於1980年代由被苏联佔據的國家逃到西方國家的難民所發起的遊行。
- 1986年8月23日，21個西方城市（包括伦敦、斯德哥尔摩、西雅圖、洛杉矶、珀斯和華盛頓特區等）舉行黑絲帶日遊行，要求世界正視蘇聯侵犯人權。
- 1987年黑絲帶日，36個城市舉行示威，包括立陶宛维尔纽斯。

### 波羅的海之路
波羅的海之路是發生於1989年黑絲帶日的一次大型和平示威。大約有200萬人加入這場活動，他們手牽手組成一個長度超過600公里的人链，穿過波羅的海三國（爱沙尼亚、拉脫維亞和立陶宛）。這一示威是為了希望世界能夠關心三國共同的歷史遭遇——因1939年8月23日苏联和納粹德國秘密簽訂的《苏德互不侵犯条约》，該三國被蘇聯占領。該示威也是波羅的海三國追求脫離蘇聯、各自獨立過程中的重要事件。

## 其他意義
- 黑絲帶被用來表示惡性腫瘤。
- 支持菲律宾的記者新闻自由[7]。
- 中國大陸軍迷為歼-20取暱稱為“黑絲帶”，取自普通話諧音「黑四代」，因其原型機曝光時為黑色塗裝，也是中國第一型“第四代戰鬥機”，但實際上殲-20屬於第五代戰鬥機。（中國大陸有種說法認為，當時俄羅斯對戰鬥機世代劃分為共五代，而美國對戰鬥機世代劃分為共四代，稱之為俄標和美標，事實上這種說法是錯誤的，美國很早便將F-15、F-16等戰機稱之為第四代戰機。）
- 香港政府於2012年建議推行國民教育科，引起社會關注。其後有人在網上及各界呼籲學生和市民以黑絲帶綁在手腕，以示堅決反對國民教育科的意念。在社會意見分歧下，建議最終沒有實行。
- 在一些「少年禮」的活動中，會掛上黃、藍、黑三種顏色的絲帶，其中黑絲帶表示獨立和勇敢。
- 在一些奇幻小說中，吸血鬼戴上黑絲帶後，就等於發誓永遠不吸血。

## 變種

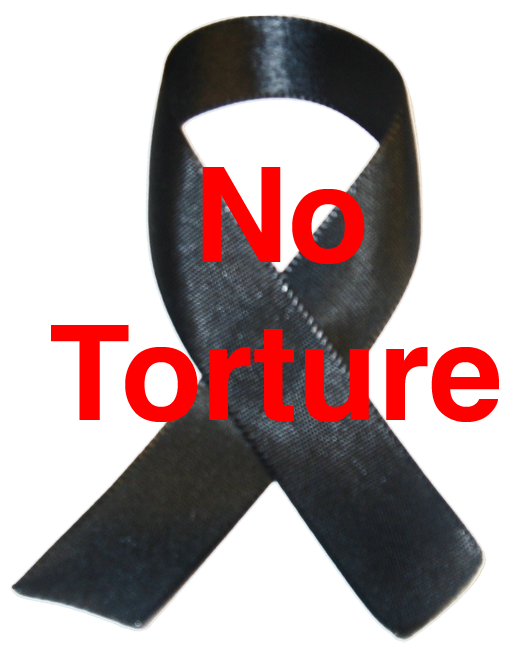
變種黑絲帶之一

## 外部連結
- 認識黑絲帶的用途
- the original